# Museu Arqueològic Provincial d'Alacant
El MARQ o Museu Arqueològic Provincial d'Alacant és un museu arqueològic. Va ser inaugurat en la seva forma definitiva l'any 2000 en l'edifici de l'antic hospital Sant Joan de Déu (obra de Juan Vidal Ramos, del 1926-1929).
El seu director és José Manuel Martínez Gutiérrez. Alberga més de 81.000 peces d'incalculable valor, que ens mostren la riquesa de la història de la costa Blanca, i el llegat que han deixat les civilitzacions després del seu pas pel Mediterrani.
Així i tot, el principal aspecte pel qual destaca és per la seva estètica moderna, el gran ús que fa dels mitjans audiovisuals i informàtics i el vessant didàctic de les seves explicacions. Té una sala de prehistòria, de cultura ibèrica, cultura romana, edat mitjana i cultures moderna i contemporània. A més, conté una zona d'exposicions temporals.
Juntament amb el Museu Guggenheim de Bilbao, és l'únic museu de l'estat espanyol que ha rebut el premi Museu Europeu de l'Any, guardó que va rebre l'any 2004.

## Història
El Museu Arqueològic Provincial d'Alacant s'inaugurà l'any 1932 pel president de la República, aleshores Niceto Alcalá Zamora, a la planta baixa del palau de la Diputació (acabat d'inaugurar), al centre de la ciutat. El seu muntatge és obra dels arqueòlegs alacantins José Lafuente Vidal i Francesc Figueras i Pacheco. L'any 2000 es va traslladar el museu a la seua ubicació actual, a l'antic hospital Provincial, al barri del Pla del Bon Repòs, augmentant considerablement el seu espai expositiu.
Durant el 2006, va allotjar l'exposició al voltant de l'anomenat senyor de Sipan, una gran troballa arqueològica de la cultura mochica i que, per primera vegada, eixia de la seua ubicació del Perú. Una altra exposició significativa és La bellesa del cos (desenvolupada entre el 2 d'abril i el 13 d'octubre): tenia com a peça principal, i reclam mediàtic, el Discòbol, propietat del Museu Britànic de Londres.

## L'edifici

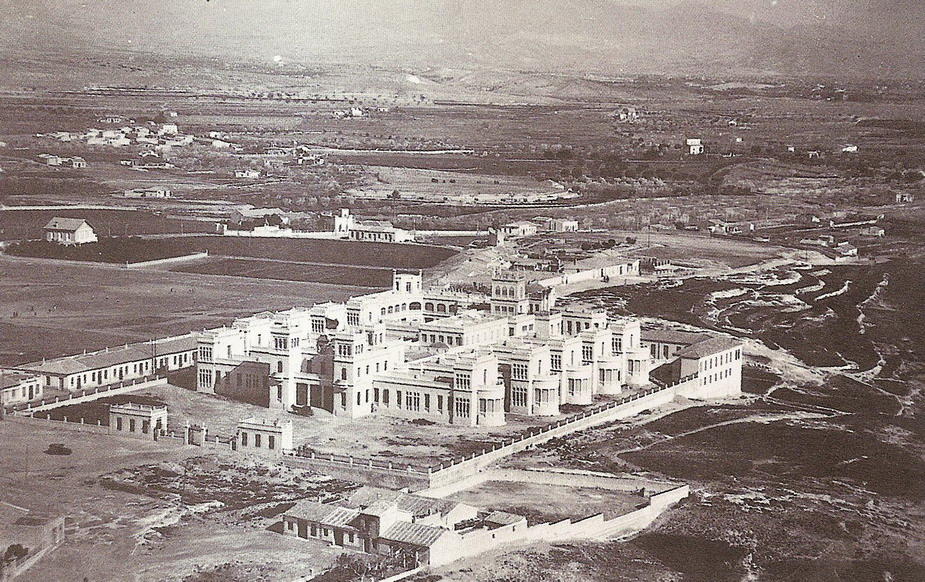
Antic hospital Provincial d'Alacant

L'hospital Provincial fou promogut per la Diputació d'Alacant en una política destinada a eliminar la falta d'equipaments d'Alacant. Fou projectat per Juan Vidal Ramos, amb plantejaments higienistes.
El lloc escollit per a la seua construcció estava aleshores fora de l'entorn planificat i construït de la ciutat, i s'estenia en superfície, generant volums d'una alçada o dues en les peces singulars. Segueix estrictament l'esquema de simetria axial; la planta de l'edifici consisteix en una espina doble amb vuit pavellons i dos cap als extrems del cos principal. Els pavellons es destinaven a allotjar els llits; comencen des de corredors longitudinals i acaben en les caixes d'escala amb una peça semicilíndrica al final. En el cos central, estaven els serveis comuns i als extrems allotjaven, respectivament, una ala per a l'administració i la capella (actualment, la biblioteca del museu) i estances per a ús del personal sanitari, per l'altra banda.
La composició d'aquest edifici està fortament condicionada pels principis de la sintaxi acadèmica. La jerarquia dels elements i usos, la simetria i l'axialitat.
El llenguatge emprat per l'arquitecte en l'edifici es nodreix artificiosament del repertori clàssic, amb balustrades, arcs de diversa procedència, pinacles, escalinates, mantenint la línia estètica que utilitzava fins aleshores.